# Il quaderno della spesa
Pour plus de détails, voir Fiche technique et Distribution.
Il quaderno della spesa est une comédie policière italienne réalisée par Tonino Cervi et sortie en 2003.

## Synopsis
Lucques, début du XXe siècle. Augusto Pavinato, après avoir écrit un roman à succès, traverse une crise créative et passe ses journées décadentes avec un groupe d'amis intellectuels. Invité à déjeuner par la comtesse Celi Sanguineti, il rencontre la cuisinière Antonia, une femme très sensuelle et cultivée. À la mort de la noble, Antonia accepte de travailler dans la maison d'Augusto. Malgré son caractère bien trempé, qui provoque plusieurs heurts, Augusto tombe amoureux et décide de l'épouser. Antonia note toujours des recettes dans un carnet, le carnet de courses, en réalité un roman qu'elle ne veut pas publier pour ne pas mortifier son mari. En effet, en plus d'être un roman étonnant, le carnet semble détenir la clé d'un mystérieux meurtre non élucidé.

## Fiche technique
- Titre original italien : Il quaderno della spesa[1],[2] (litt. « Le carnet de courses »)
- Réalisateur : Tonino Cervi
- Scénario : Tonino Cervi, Cesare Frugoni, Rodolfo Sonego
- Photographie : Daniele Nannuzzi (it)
- Montage : Antonio Siciliano (it)
- Musique : Vince Tempera
- Décors : Carlo Gervasi
- Costumes : Alessandro Lai (it)
- Production : Tonino Cervi
- Société de production : Splendida Produzioni Internazionali
- Pays de production :  Italie
- Langue originale : italien
- Format : couleurs par Technicolor
- Durée : 93 minutes
- Genre : comédie policière
- Dates de sortie :
  - Italie : 7 mars 2003
  - France : 15 mai 2003 (Festival de Cannes 2003)

## Distribution
- Gabriele Lavia : Augusto Pavinato
- Emanuela Muni : Antonia
- Claudio Bigagli : Juge Di Giacomo
- David Sebasti : Giuliano Mantegna
- Carlo Croccolo : le cavalier Angelo Marconi
- Domiziana Giordano : Armida
- Andy Luotto : Camerotto
- Massimo Poggio : Zamboni
- Giampiero Cicciò : Rosada
- Laura Betti : Comtesse Celi Sanguineti
- Francesco Guzzo : Comte Rolando Celi Sanguineti
- Giulia Weber : Comtesse Delfina Celi Sanguineti
- Maddalena Crippa : Iole
- Renzo Rinaldi : Don Firmino
- Sergio Forconi : le cavalier Tognoli
- Daniela Amato : Lucia
- Francesco Burroni : Gervasio
- Simona Caparrini : Elena, la femme du maire
- Luciano Casaredi : le maire